# كأس تونس 2014–15
كأس تونس لكرة القدم 2014-2015 هو الموسم رقم 58 منذ الاستقلال وال83 منذ إنشائه من كأس تونس لكرة القدم.

فاز بهذا الموسم النجم الرياضي الساحلي، وجاء ثانيا الملعب القابسي.

## روابط خارجية
- الموقع الرسمي للجامعة التونسية لكرة القدم.